# World Social Summit
O World Social Summit (WSS) é um encontro mundial de Sociologia.
Concebido pela Fondazione Roma e produzido em colaboração com o Censis, 
O WSS centra-se sobre os principais elementos de mudança social a nível internacional. O Summmit junta grandes expertos de nível mundial, tais como laureados do Prémio Nobel, acadêmicos, políticos, pessoas da comunidade empresarial e representantes das instituições nacionais e internacionais onde, idéias e possíveis soluções para questões globais, podem ser trocadas.

## WSS edição 2008
A primeira edição do Summit, que se realizará em Roma de 24 a 26 de setembro de 2008, é intitulada: Fearless: discussion on how to combat global anguish.  
O WSS, durante a sua primeira edição dedicada aos temores globais, visa chamar a atenção para os muitos fenômeno sociais ligados aos medos e as incertezas que estão a afectar a evolução da sociedade a nivel global.
O debate no WSS 2008 será dividido em cinco sessões de discussão, além de várias lectio magistralis e diálogos em áreas-chave da interação entre o medo e diferentes aspectos da sociedade contemporânea:
- Sessão I - Globalização e medo
- Sessão II – O Medo e o papel dos media
- Sessão III - Combater as inseguranças metropolitana
- Sessão IV - O futuro do medo
- Sessão  V – A coragem para reagir contra os medos

No âmbito da sessão dedicada à insegurança metropolitana, através de uma investigação realizada pelo Censis para WSS em dez grandes cidades ao redor do mundo, o Summit vai analisar as actuais condições de vida urbana e estudar as soluções que têm sido implementadas para reduzir a insegurança.
A edição 2008 do WSS inclui entre os seus protagonistas os sociólogos Anthony Giddens e Zygmunt Bauman, o economista Jacques Attali, o Prémio Nobel Gary Becker, o psicanalista James Hill, o arquiteto Massimiliano Fuksas, o cientista Edoardo Boncinelli e os escritores Sekutu Metha e  Roberto Saviano.
Os órgãos de governo do WSS 2008 são: 
- O Presidente do WSS - Emmanuel Emmanuel Foundation (Roma, Itália);
- O Secretário-Geral do WSS - Giuseppe De Rita (Censis, Itália)
- O Director do WSS - Giuseppe Roma (Censis, Itália)